# なつメロリクエスト・電話でこんばんは!
『なつメロリクエスト・電話でこんばんは!』（なつメロリクエスト・でんわでこんばんは）は、1996年10月11日から2007年3月26日まで山形放送（YBCラジオ）で放送されていた歌謡番組。
懐メロ専門の音楽リクエスト番組で、その名の通りに電話でリクエストを受け付けていた。

## 放送時間
いずれも日本標準時。
- 金曜 20:00 - 21:30（1996年度ナイターオフ）
- 月曜 19:30 - 21:30（1997年度ナイターシーズン） - 放送曜日を変更。『CALL HIGHSCHOOL STADIUM』の後番組となる。
- 月曜 20:00 - 21:30（1997年度ナイターオフ）
- 月曜 19:30 - 21:30（1998年度ナイターシーズン）
- 月曜 20:00 - 21:30（1998年度ナイターオフ）
- 月曜 19:30 - 21:30（1999年度ナイターシーズン）
- 月曜 20:00 - 21:30（1999年度ナイターオフ）
- 月曜 19:30 - 21:55（2000年度ナイターシーズン）
- 月曜 20:00 - 21:55（2000年度ナイターオフ）
- 月曜 19:30 - 21:55（2001年度ナイターシーズン）
- 月曜 20:00 - 21:55（2001年度ナイターオフ）
- 月曜 19:30 - 21:55（2002年度ナイターシーズン）
- 月曜 20:00 - 21:55（2002年度ナイターオフ）
- 月曜 19:30 - 21:55（2003年度ナイターシーズン）
- 月曜 20:00 - 21:55（2003年度ナイターオフ）
- 月曜 19:30 - 21:55（2004年度ナイターシーズン）
- 月曜 20:00 - 21:45（2004年度ナイターオフ）
- 月曜 19:30 - 21:55（2005年度ナイターシーズン）
- 月曜 20:00 - 21:45（2005年度ナイターオフ）
- 月曜 19:30 - 21:55（2006年度ナイターシーズン）
- 月曜 20:00 - 21:45（2006年度ナイターオフ）

## パーソナリティ
- 住田英仁 - 放送第1回から1998年3月頃まで出演[1]。
- 夢あられ - 番組スタートの2か月後から最終回まで出演[1]。
- 荒井幸博 - 1998年4月6日放送分から最終回まで出演[1]。

## 番組イベント
番組は、山形県内にある温泉施設で公開録音イベント「なつメロリクエスト・ファンの集い」を年に3・4回ほどの頻度で行っていた。この公録は、北村山郡大石田町にある「あったまりランド深堀」、尾花沢市にある「徳良湖温泉 花笠の湯」、東村山郡中山町にある「ひまわり温泉 ゆ・ら・ら」などで行われていた。